# Turki
Turki è in senso stretto un aggettivo arabo o persiano derivante dal sostantivo Turk, usato da autori occidentali con due significati abbastanza differenziati.
1. Riferito a popolazioni o lingue strutturalmente turche in quanto appartenenti al gruppo cosiddetto uralo-altaiche e non già indoario o semita.
2. Usato come designazione specifica per le tribù del Turkestan orientale (Asia Centrale).

In un senso più ampio Turki è parola di uso comune per indicare una varietà di concetti riferibili in più vasto ambito alle popolazioni turcofone. Può essere riferita all'idioma parlato da una popolazione turcofona ma anche alla sua specifica cultura o, anche, alle dinastie espresse da una popolazione parlante una delle lingue di struttura turca. Il suo uso è ampiamente diffuso dall'Asia meridionale (Turki in urdu combacia esattamente col persiano Turki), all'Asia Centrale e alla Turchia.
Di conseguenza, i turchi ai quali ci si riferisce con l'etnonimo Turki non appartengono necessariamente al popolo dell'odierna Turchia.